# Parkfriedhof Essen

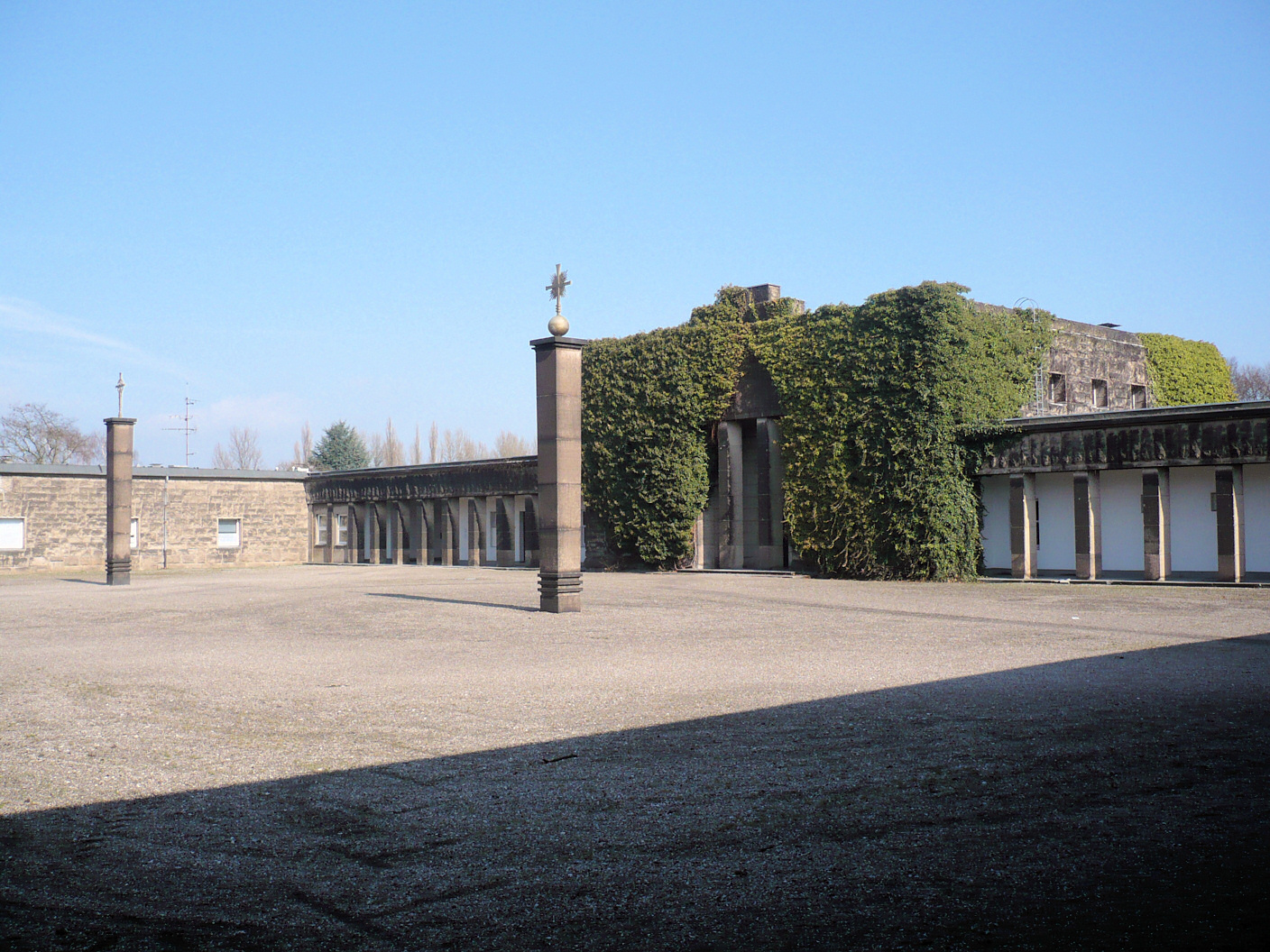
Eingangsbereich und alte Trauerhalle

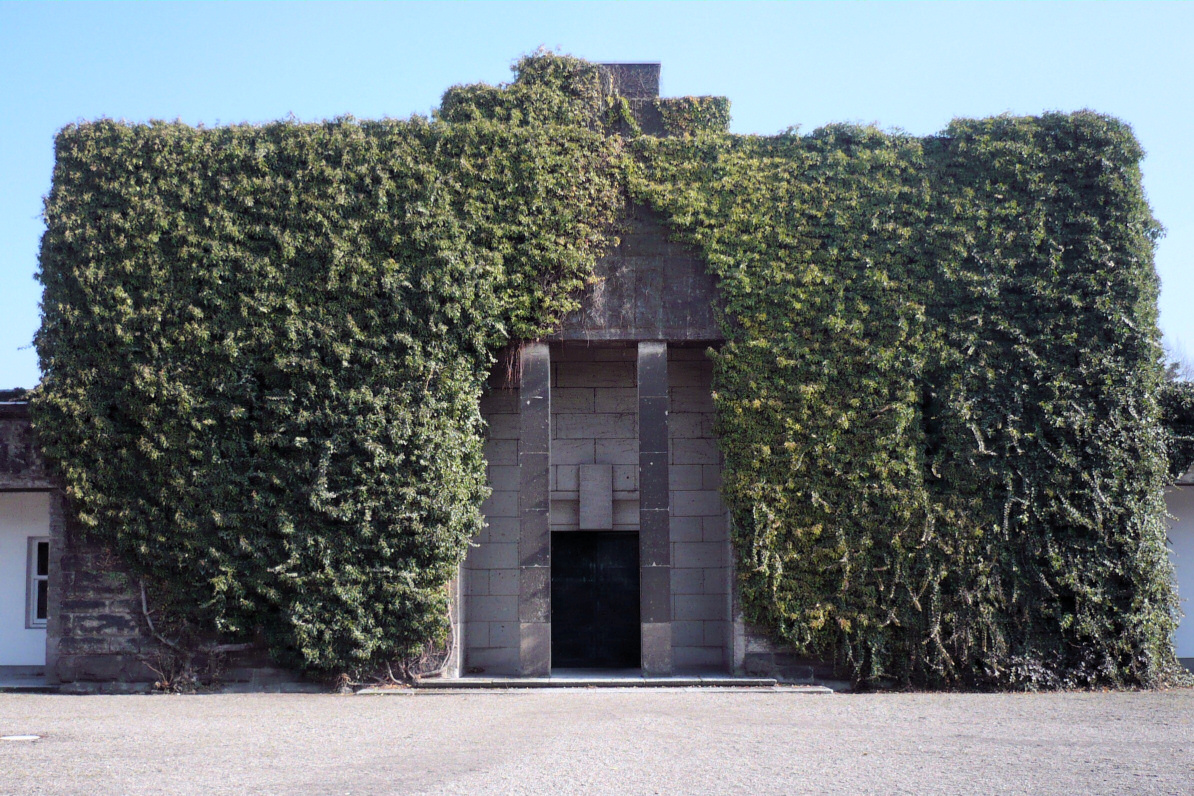
Alte Trauerhalle

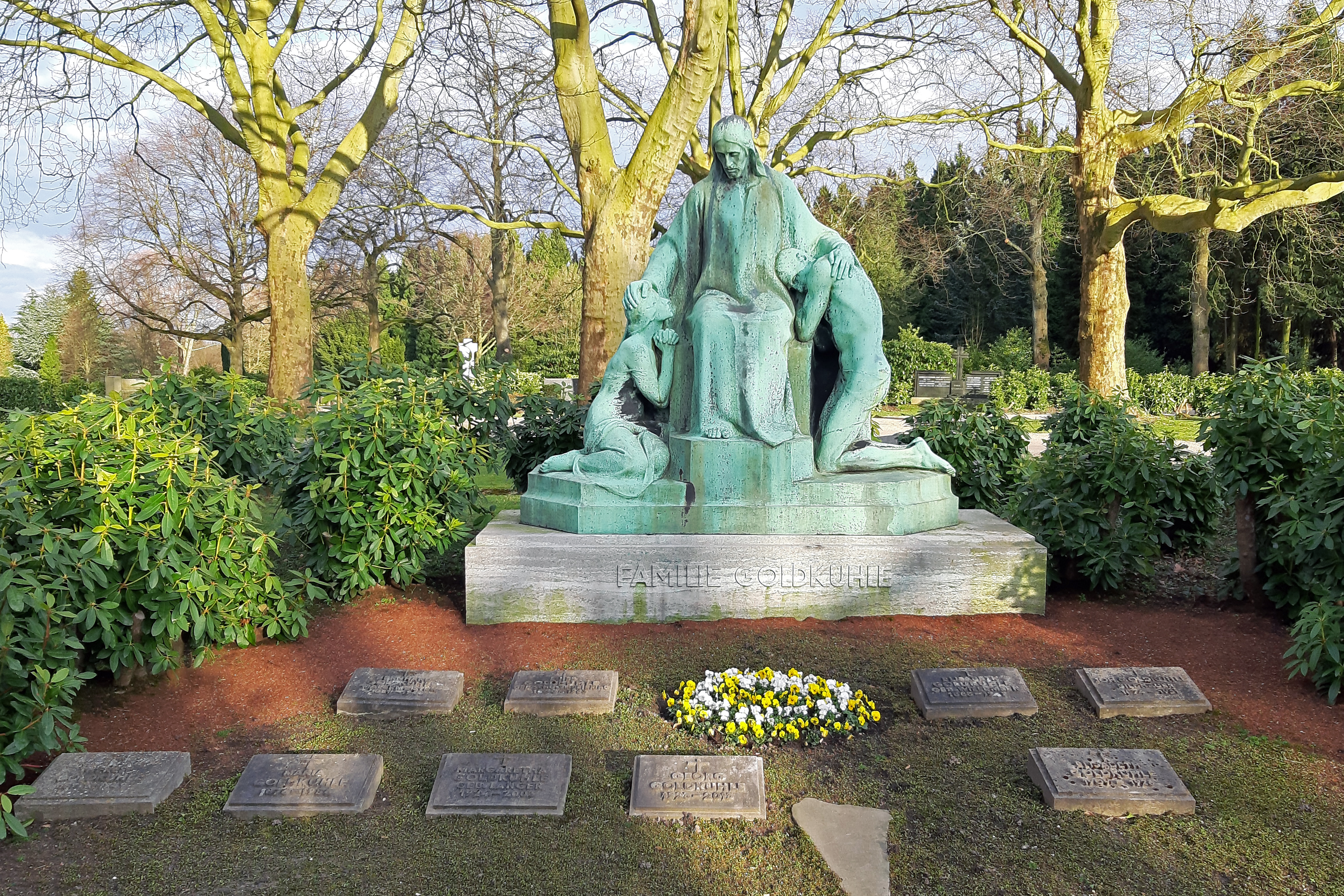
Grabmal Goldkuhle, unter Denkmalschutz

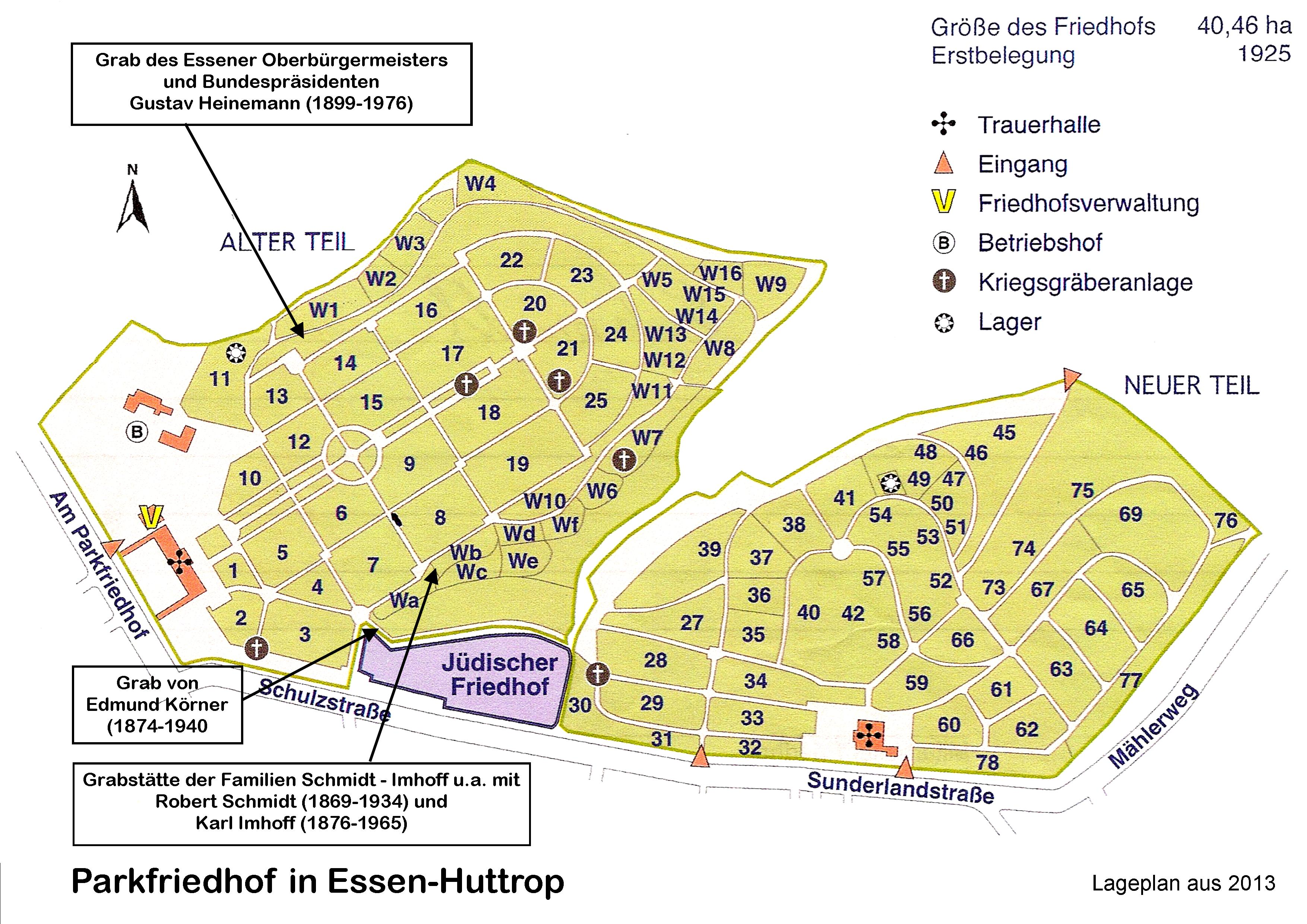
Plan des Parkfriedhofs mit Gräbern Prominenter

Der Parkfriedhof ist eine kommunale Begräbnisstätte im Essener Stadtteil Huttrop. Er bildet mit einer Fläche von 40,46 Hektar den größten Friedhof der Stadt. Nach Baubeginn 1923 wurde er im Dezember 1924 seiner Bestimmung übergeben.

## Geschichte
Der Parkfriedhof besteht aus einem alten und einem neuen Teil, in denen sich jeweils eine Trauerhalle befindet. Den Bau des Friedhofs leitete Gartenbaudirektor Rudolf Korte. Die parkähnliche Anlage sollte mit lebendig wirkenden Blumen, Sträuchern und Alleen dem Tod den Schrecken nehmen. Der Essener Stadtplaner und Bauingenieur Robert Schmidt leitete die Planungen für diesen zweiten sogenannten Zentralfriedhof der Stadt Essen, was damals aufgrund der rasch steigenden Einwohnerzahl notwendig schien. Denn immer mehr Menschen ließen sich in Essen nieder, da sie in der Zeit der Industrialisierung, insbesondere im Bergbau und in der stark expandierenden Stahlindustrie, Arbeit fanden. Der erste Zentralfriedhof war der Südwestfriedhof in Fulerum, der dritte wurde der Terrassenfriedhof in Schönebeck. Das Anlegen und der Ausbau der Grabanlagen wurde durch die Beschäftigung von Erwerbslosen im Rahmen von Notstandsarbeiten realisiert.
Am 16. Dezember 1924 fand die erste Beisetzung statt.
1941 wurden etwa 36 Grabsteine des ehemaligen jüdischen Friedhofes in der Lazarettstraße im Essener Westviertel zum im Südwesten des Parkfriedhofs liegenden jüdischen Friedhof überführt.
Nach dem Zweiten Weltkrieg kamen der neue Friedhofsteil sowie eine weitere Trauerhalle hinzu.

### Trauerhalle
Die vom Architekten und Essener Beigeordneten Ernst Bode teils in konservativem, teils in modernem Stil der 1920er Jahre entworfene Trauerhalle wurde am 17. Dezember 1926 mit einem Weiheakt in der Einsegnungshalle der Öffentlichkeit übergeben. Zugegen waren die Beigeordneten und Stadtverordneten der Stadt Essen sowie weitere Vertreter der kirchlichen und weltlichen Behörden und der Presse. Der Gebäudekomplex besaß 18 mechanisch entlüftbare Zellen zur Aufbahrung der Toten. In den Gebäudeflügeln mit rechtwinkligen Arkaden wurden neben Verwaltungsräumen drei Wohnungen eingerichtet, eine für den Friedhofsinspektor und zwei für zwei Friedhofsaufseher. Die zentrale Eingangstür wurde durch den Essener Künstler Adolf Holub in Bronze ausgeführt. Im dahinterliegenden Korridor, der zur Kapelle führt, wurden keramische Reliefplatten des Bildhauers Will Lammert angebracht. Die Kapelle erhielt auf ihren Seitenschiffen Emporen. Die Hauptempore befindet sich an der rückwärtigen Wand. Die Altarstelle wurde mit einem Eisengeländer umrahmt. Auf dem Vorhof der Trauerhalle wurden zwei kreuzgekrönte Obelisken aufgestellt. Die Eintragung in die Denkmalliste der Stadt Essen erfolgte am 23. November 1989. Auch der alte Friedhofsteil als Gesamtanlage steht seitdem unter Denkmalschutz.

### Kriegsgräber
Auf vier Gräberfeldern des Parkfriedhofes liegen insgesamt 2045 Opfer des Zweiten Weltkrieges. Im ersten Feld sind 86 deutsche Soldaten und 1502 Zivilisten beigesetzt, im zweiten Feld 52 KZ-Opfer, im dritten 405 Kriegsgefangene und Zwangsarbeiter unterschiedlicher Nationalität und im vierten Gräberfeld ruhen 213 sowjetische Kriegsgefangene, die in den Jahren 1941 bis 1945 ums Leben kamen.

### Ehrengräber
Auf dem Friedhof befinden sich zwei Ehrengräber der Stadt Essen, das des
- Oberbürgermeisters und Bundespräsidenten Gustav Heinemann und
- seit 2001 das der Stifterin Claire Hennes (1906–1982) und ihrem Ehemann.[7] Hennes war Alleinerbin der Firma Doppelherz I.P. Hennes GmbH in Essen, die sie bis 1976 leitete. Die Erhebung zum Ehrengrab erfolgte aufgrund ihres sozialen Engagements zur Verbesserung der Situation der Alten- und Pflegeheime in Essen.[1]

### Beigesetzte Persönlichkeiten
- Gustav Heinemann (1899–1976) – Bundespräsident der Bundesrepublik Deutschland von 1969 bis 1974
- Christine Hengst (1897–1966) – erste Schulrätin in Nordrhein-Westfalen
- Heinrich Imbusch (1878–1945) – Gewerkschaftsführer, Reichstagsabgeordneter, Essener Stadtverordneter
- Karl Imhoff (1876–1965) – Bauingenieur; gemeinsames Grab der Familien Schmidt-Imhoff, zusammen mit
- Robert Schmidt (1869–1934) – Stadtplaner und erster Verbandsdirektor des Siedlungsverbandes Ruhrkohlenbezirk
- Edmund Körner (1874–1940) – Architekt
- Max Prüß (1888–1962) – Baudirektor
- Uta Ranke-Heinemann (1927–2021) – Theologin und Autorin
- Adolf Wagner (1911–1984) – Gewichtheber

### Grabmal Goldkuhle unter Denkmalschutz
Am 10. Juli 2018 wurde das Grabmal der Familie Johann und Elisabeth Goldkuhle geb. Willemsen in die Denkmalliste der Stadt Essen eingetragen. Die Grabplastik aus dem Jahr 1929 steht seit 1932 an einer Stelle besonderer optischer Geltung auf einem Rondell, auf das man geradewegs vom Haupteingang zu läuft.